# Nureongi
I Nureongi sono cani bastardi con colorazione giallastra spesso usati come fonte di carne di cane in Corea; questi cani non sono allevati come animali di compagnia.
Il termine è la traslitterazione della parola coreana "누렁이" che significa "giallo".
Ci sono diversi significati di nureongi ("누렁이"), che fondamentalmente significa giallo:
1. Un oggetto o un animale giallo.
2. Un cane o una mucca con la pelliccia gialla.
3. Un'espressione linguistica comune per golden.

Il nureongi è un cane di taglia media, pelo corto e giallo.
Questi cani non sono riconosciuti come razza specifica dai kennel club internazionali come l'American Kennel Club (AKC) o la Fédération cynologique internationale (FCI).

## Storia

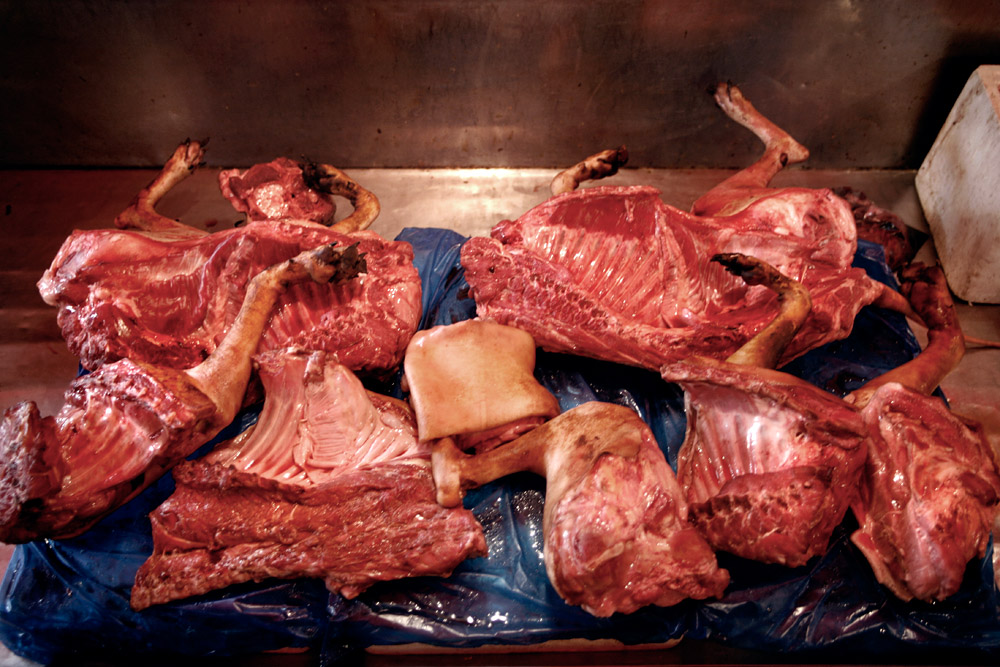
Carne di cane al mercato di Gyeongdong

La tradizione del consumo di carne di cane in Corea è profondamente radicata nella storia del paese e il cane Nureongi è parte integrante di questa tradizione da secoli. Questa carne è servita in stufati, zuppe (bosintang) o piatti alla griglia viene consumata specialmente durante il festival Boknal (복날), che si tiene nei giorni più caldi dell'estate, perché si pensa che consumare carne di cane in questo periodo aiuti a combattere gli effetti del caldo. La carne di Nureongi è considerata una prelibatezza in alcune parti del paese. Essa ha un sapore simile al manzo, ma con un sapore leggermente più dolce.
I cani Nureongi sono stati oggetto di controversia tra l'industria della carne di cane in Corea del Sud e le relative preoccupazioni per il benessere degli animali. Negli ultimi anni, c'è stato un crescente movimento in Corea del Sud e nel mondo per porre fine al consumo di carne di cane e migliorare gli standard di benessere degli animali. Vi è un crescente impegno per il benessere degli animali per aumentare la consapevolezza sul problema e spingere ad un cambiamento normativo.
In un articolo del 2009 sul consumo di carne di cane in Corea del Sud, Anthony Podberscek dell'Università di Cambridge usa questo termine per i cani che vengono allevati e mangiati. Inoltre il consumo di cani sembra essere fortemente legato all'identità nazionale sudcoreana, da ciò deriva la resistenza ad abbandonare questa abitudine alimentare anche da parte di non consuma questa carne.
Nell'agosto 1975, il Ministero dell'agricoltura e delle foreste (ora Ministero dell'alimentazione, dell'agricoltura, delle foreste e della pesca) ha incluso il cane nella definizione legale di bestiame ai sensi dell'ordinanza ministeriale della LPA (allora legge sul trattamento igienico del bestiame). 
Ma nel giugno 1978, "cane" è stato cancellato dall'elenco del bestiame.

### Aspetti sulla salute umana
Il consumo di carne di cane è un fattore di rischio per la rabbia umana e animale; pur non essendo un modo normale di trasmettere la rabbia. I consumatori di carne di cane dovrebbero essere vaccinati contro il virus rabico. Anche le infestazioni elmintiche non devono essere trascurate, tra esse particolarmente la trichinellosi.

## Caratteristiche
Sono cani grandi e robusti con un mantello giallastro e un aspetto caratteristico, hanno testa e muso larghi, con orecchie piccole.
I cani Nureongi hanno un'elevata tolleranza alle temperature estreme, il che li rende ideali per vivere in ambienti difficili; sono in genere di taglia media e hanno un mantello bruno-giallastro.
Non esiste uno standard di razza per l'aspetto del Nureongi, ma è leggermente più grande o di dimensioni simili al Jindo coreano (珍島犬). Si ritiene che l'altezza sia da 50 a 55 cm per i maschi e da 47 a 52 cm per le femmine, è quindi una razza di taglia media.